# Marija Nikolaevna Ošanina
Marija Nikolaevna Ošanina, nata Olovennikova, in russo: Мария Николаевна Оловенникова Ошанина (Pokrovskoe, 15 maggio 1852 – Parigi, 2 ottobre 1898), è stata una rivoluzionaria russa, tra i dirigenti di Narodnaja Volja.

## Biografia
Figlia del ricco e nobile proprietario terriero Nikolaj Olovennikov e di Ljubov' Danilovna Bučnevskaja, ebbe due sorelle, Natalja ed Elizaveta, e due fratelli. Frequentò una scuola femminile a Orël proseguendo poi gli studi privatamente a causa di una malattia e infine si diplomò in medicina a Pietroburgo.
Sposatasi con Nikolaj Ošanin, il 12 giugno 1874 nacque la figlia Elena. Divenne una rivoluzionaria attraverso la conoscenza di Zaičnevskij, il giacobino creatore della Giovane Russia che viveva confinato a Orël. Nel 1878 entrò a far parte di Zemlja i Volja operando a Char'kov e a Voronež. Dopo la morte del marito, nel 1879 si risposò con il rivoluzionario Aleksandr Barannikov ed entrambi si ritirarono nei suoi possedimenti di Orël.
Qui Ošanina e Barannikov furono contattati da Frolenko, che li informò dei nuovi fermenti nati all'interno di Zemlja i Volja, che intendevano portare l'organizzazione a nuove prospettive d'azione politica: «essa capì subito che non si trattava più di colpi isolati, ma di qualcosa d'altro, da cui poteva svilupparsi tutta una nuova linea, più vicina a ciò che le stava a cuore». Marija Ošanina era infatti una «centralista», ossia era convinta che occorresse impadronirsi del potere con le armi e poi dirigere con la forza dello Stato la rivoluzione sociale, e perciò accettò volentieri di tornare all'attività cospirativa.
Partecipò in giugno, unica donna, al congresso di Lipeck organizzato dalla frazione di Zemlja i Volja favorevole a darsi obiettivi politici utilizzando anche metodi terroristici. Subito dopo prese parte al congresso generale di Voronež, cui seguì la scissione di Zemlja i Volia e la creazione di Narodnaja Volja. Marija Ošanina fu eletta tra i membri del Comitato esecutivo.
Trasferitasi a Mosca nel febbraio del 1880, vi diresse il gruppo dei narodovol'cy. Barannikov fu arrestato nel gennaio del 1881, mentre Marija sfuggì a un arresto nell'aprile 1882 e si rifugiò con il narodovolec Il'ja Rubanovič a Parigi, dove assunse il nome di Marina Nikanorovna Polonskaja e collaborò al «Vestnik Narodnoj Voli» (Il notiziario di Narodnaja Volja). Il suo matrimonio con Barannikov fu annullato in Russia quando si scoprì che era stato registrato con nomi falsi e Marija sposò Rubanovič. Nel 1890 fondò con il marito, Lavrov, Ruzanov, Serebrjakov e altri il «Gruppa starych narodovol'cev» (Группа старых народовольцев, Gruppo dei vecchi narodovol'cy), pubblicando a Ginevra, dal 1893 al 1896, la rivista non periodica «Materiali per la storia del movimento social-rivoluzionario russo» con la quale la Ošanina cercò di tenere viva la tradizione di una Narodnaja Volja ormai in pieno declino.
Da tempo afflitta da frequenti emicranie, Marija Ošanina fu ricoverata nel 1898 in una clinica psichiatrica dove morì il 2 ottobre, non è chiaro se di polmonite o suicida. Nel suo testamento, firmato il 22 giugno 1898, aveva disposto un funerale civile senza fiori né discorsi, seguito dalla cremazione e dalla dispersione delle ceneri. Non fu però accontentata, ma la sua tomba risulta dispersa.

## Scritti
- Deposizioni. Per una storia del partito della Narodnaja Volja, «Byloe», VI, 1907